# 圣马可历史街区
圣马可历史街区（St. Mark's Historic District）是美国纽约市曼哈顿的一个历史街区，位于东村地区，大致以第二大道、第三大道、史岱文森街和东十一街为界。
圣马可历史街区在1969年列为纽约市地标，1974年列入国家史蹟名录。
圣马可历史街区以农场圣马可堂为核心，包括了史岱文森街的大部分和东十街的一部分。建筑风格包括意大利式和联邦式。

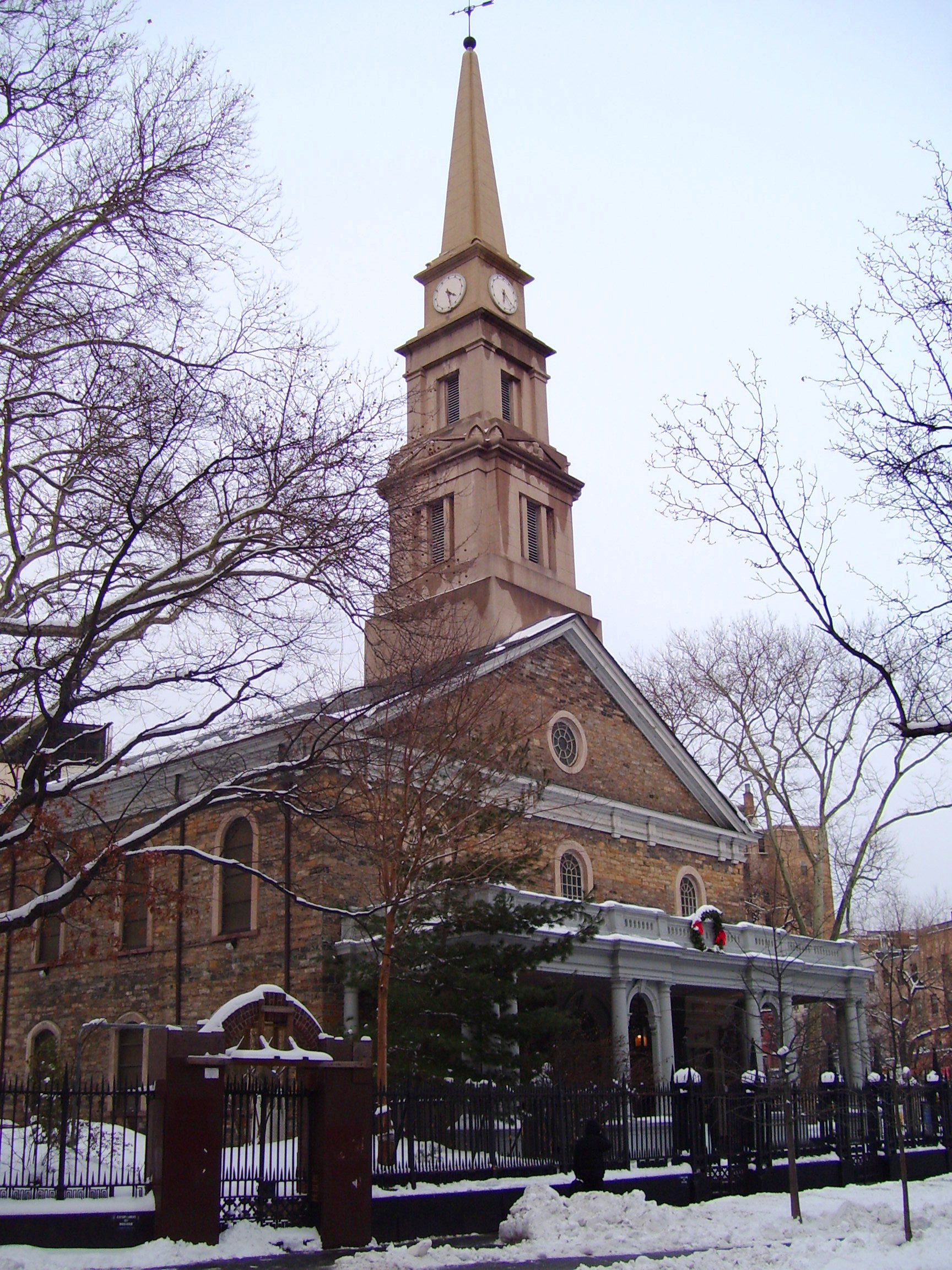
农场圣马可堂
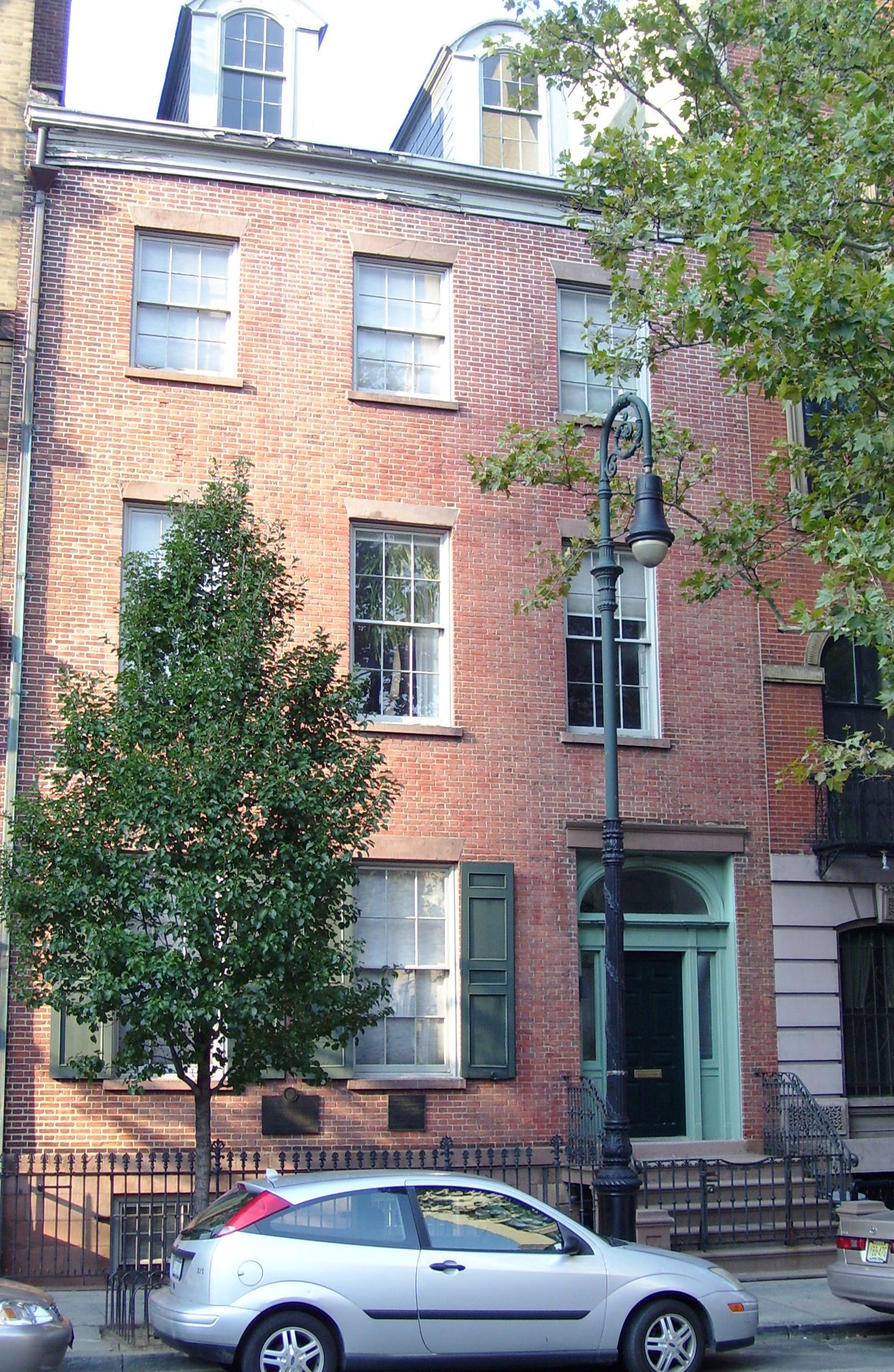
Hamilton Fish House
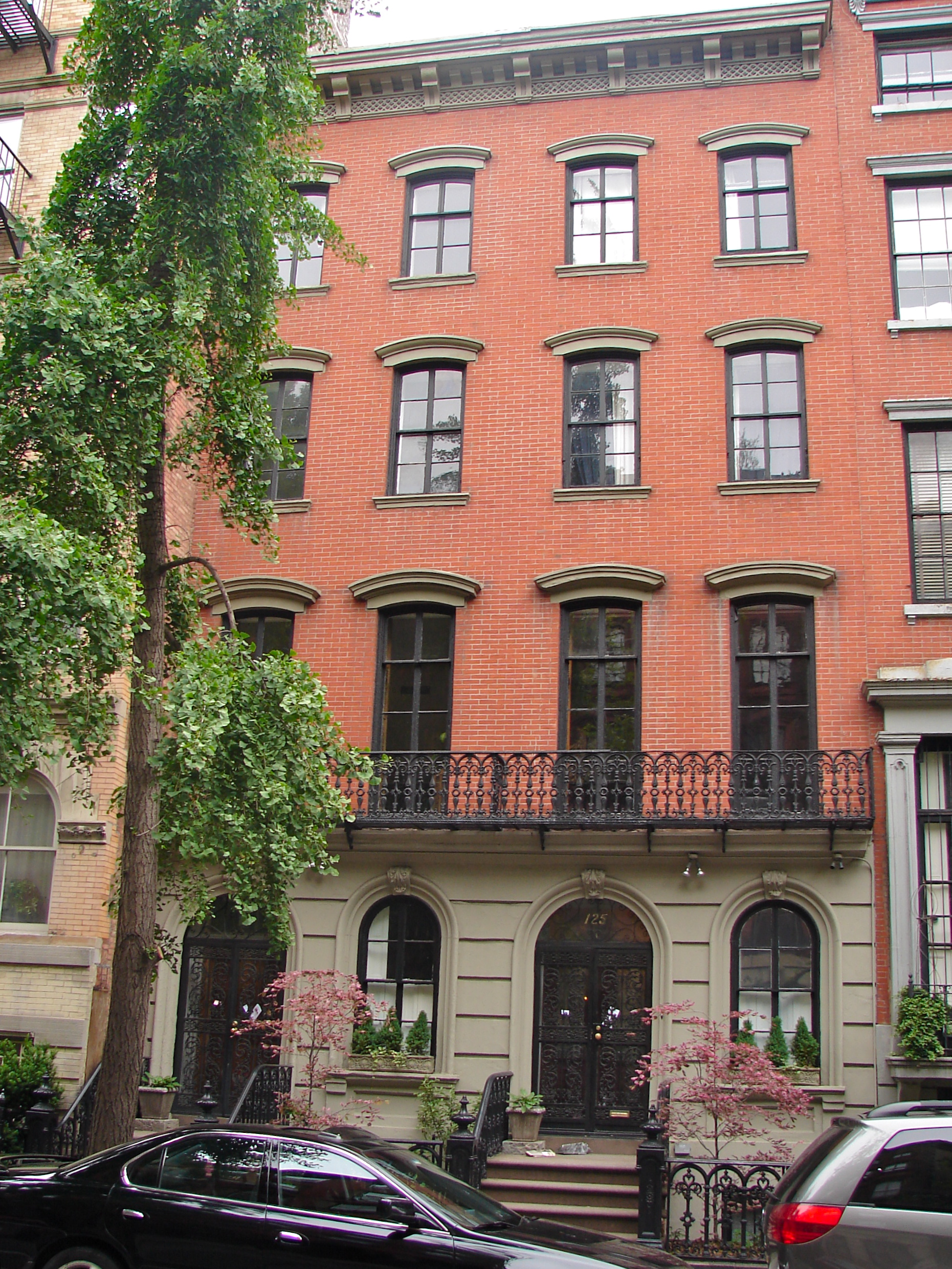
东十街123-125号
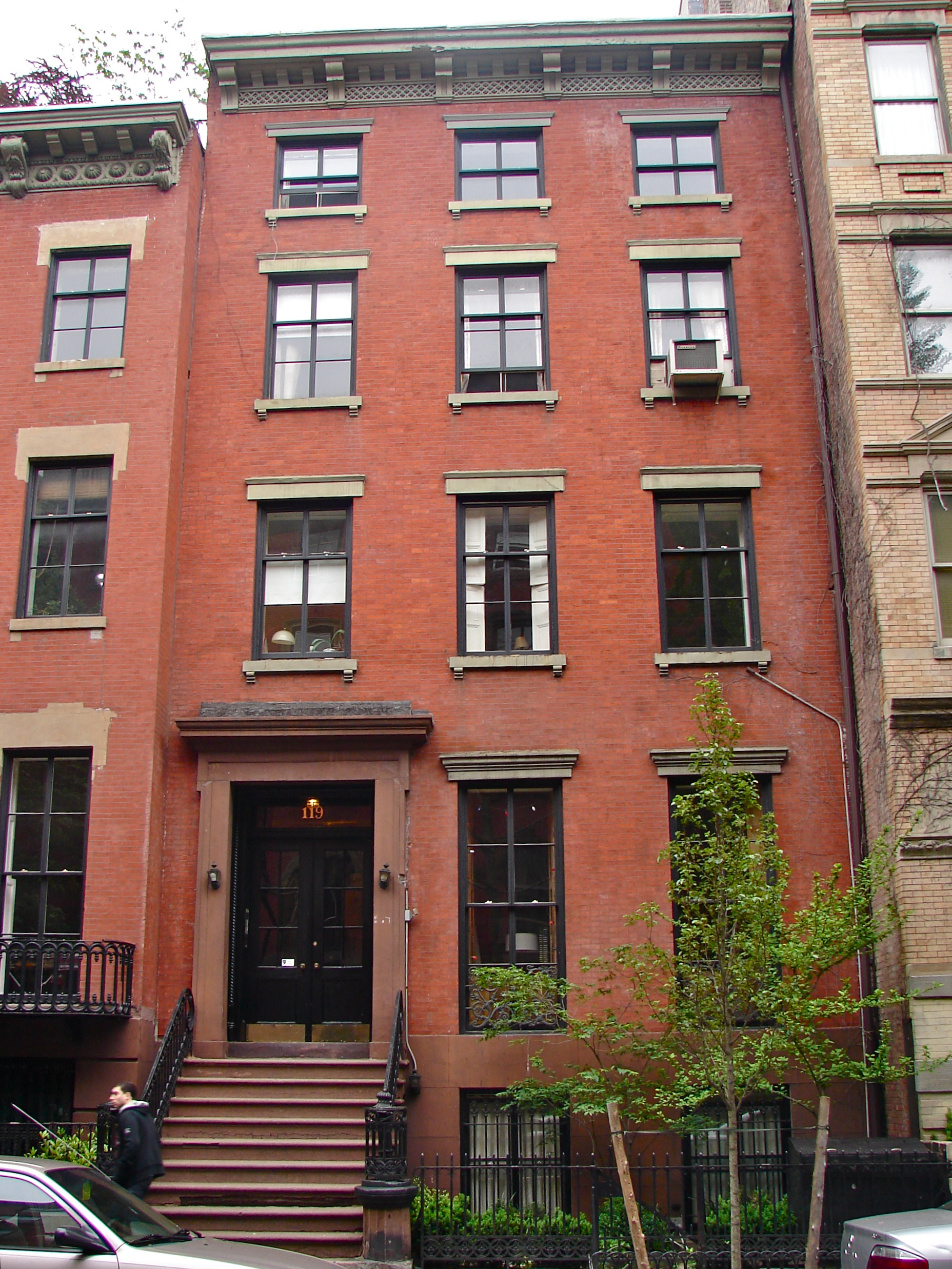
东十街119号